# ГНИИХТЭОС
ГНИИХТЭОС («Государственный научно-исследовательский институт химии и технологии элементоорганических соединений») — научно-исследовательский институт, расположенный в Москве.

## История
21 декабря 1945 года по постановлению Совета народных комиссаров СССР был создан институт.
С 1949 год по 1951 год происходило производство антидетонаторов моторных топлив на основе тетраэтилсвинца.
В 1951 году происходили работы по кремнийорганической тематике.
С 1951 года по 1957 год происходило производство карбонилов металлов и материалов.
С 1952 года по 1965 год происходило производство перекиси водорода по антрахинонному методу В. И. Франчука. Впоследствии лицензия на производство продана в Польшу, Турцию, Швецию и Чехословакию.
С 1952 года по 1955 год проходили работы по алюминийорганическим и оловоорганическим соединениям. В этом же году организовано конструкторское бюро.
В 1960 году число производств при институте на Дзержинском опытном заводе составляет больше 30.
С 1962 года по 1975 год происходило производство алюминийорганических соединений для катализаторов полимеризации олефинов и синтеза высших спиртов. Впоследствии лицензия на это продана в Болгарию, Венгрию.
В 1964 году проходили работы по германийорганическим соединениям.
С 1965 года по 1968 год происходило производство оловоорганических соединений.
С 1979 года по 1980 год происходило производства арсина и фосфина.
С 1981 года по 1984 год происходило производство производных ферроцена.
С 1995 года по 2001 год проходили работы по элементоорганическим соединениям.

## Награды
В 1985 году получил Орден Трудового Красного Знамени.
В 1994 году получил статус Государственного научного центра РФ.

## Известные люди
Институт связан с известными именами: А. Н. Несмеянов, К. А. Андрианов, Г. А. Разуваев, К. А. Кочешков, С. С. Медведев, И. В. Петрянов-Соколов, А. Д. Петров, М. В. Соболевского.